# 27 г. пр.н.е.
27 (двадесет и седма) година преди новата ера (пр.н.е.) е обикновена година, започваща в неделя, понеделник или вторник, или високосна година, започваща в понеделник по юлианския календар.

## Събития

### В Римската империя
В традиционната историография тази година маркира края на Римската република и началото на Империята.
- Консули на Римската империя са Гай Юлий Цезар Октавиан (за VII път) и Марк Випсаний Агрипа (за III път).
  - 13 януари – Октавиан обявява намерението си да се откаже от всички държавни постове и специално дадени му правомощия, но приема молбите на Сената да не го прави. Сенатът му предоставя пълна проконсулска власт за 10 години над провинциите Тараконска Испания, Лузитания, Галия, Сирия, Киликия, Кипър и Египет и правото да ги управлява чрез свои легати. Възниква разделението на императорски и сенатски провинции.[2][3][4]
  - 16 януари – по предложение на Мунаций Планк, Октавиан е удостен с титлата Август, която е предпочетена пред титлата Ромул. В допълнение той получава символичен „Щит на смелостта“ (Clipeus virtutis), както и правото да окачи дъбов венец (Гражданска корона) над входа на дома си на Палатина и да засади лаврови дървета пред него.[2][3]
- Август създава Преторианската гвардия.[5]
- Август заминава на обиколка из Галия и Испания.[2]
- Агрипа започва строителството на Пантеона в Рим.
- 4 юли – Триумф на Марк Лициний Крас за победи в Тракия.[6]
- 25 септември – триумф на Марк Валерий Месала Корвин за победи в Аквитания.[7]
- Създадена е сенатската провинция Ахая.[8]
- Август провежда преброявне в Галия Комата и я реорганизира в три провинции: Галия Аквитания, Лугдунска Галия и Галия Белгика.[9]

## Родени
- Ай Ди, китайски император от династията Хан (умрял 1 г.)
- Випсания Марцела, дъщеря на Агрипа и Клавдия Марцела Старша (умряла ок. 2 г.)

## Починали
- Марк Теренций Варон, римски учен и писател